# Georg Walter Rössner
Georg Walter Rössner, auch Roessner oder Rößner, (* 7. März 1885 in Leipzig; † 3. September 1972 in Gundelsby) war ein deutscher Maler und Graphiker.

## Herkunft und Ausbildung
Rössner wurde als Sohn eines Rechtsanwaltes geboren. Von 1895 bis 1904 besuchte er das König-Albert-Gymnasium. Bereits als Gymnasiast nahm er 1903 Zeichenunterricht bei Georg Kolbe. Nach Übersiedlung der Familie 1904 nach Berlin nahm er weiter private Kurse in der Mal- und Modellschule des Bildhauers Arthur Lewin-Funcke, wobei seine Mal- und Zeichenversuche von Lovis Corinth korrigiert wurden. Von 1905 bis 1906 studierte er in Paris an der Académie Julian Porträtmalerei bei dem Porträtisten Marcel-André Baschet (1862–1941). Es folgten Studienaufenthalte in Holland, Belgien, Italien und Frankreich.

## Tätigkeit als Maler und Zeichner
Ab 1906 wirkte Rössner als Maler und Zeichner in Berlin, zeitweise in enger Zusammenarbeit mit Lovis Corinth. 1910 ging er nach München, weil er dort die 1. Ausstellung seiner Werke hatte; 1911 trat er der Münchner Sezession bei. Im selben Jahr kehrte er nach Berlin zurück, wo er ebenfalls an einer von der Berliner Sezession veranstalteten Ausstellung teilnahm. Von 1915 bis 1918 war Rössner zum Kriegsdienst eingezogen. 1920 trat er der Berliner Sezession bei und wurde von Max Liebermann gefördert, der ihm auch eine Anstellung als Zeichenlehrer und Professor an der Staatlichen Kunstschule in Berlin-Schöneberg verschaffte. Ab 1922 war er im Vorstand der Berliner Sezession, aus der er aber noch im selben Jahr nach Differenzen mit Corinth austrat. Er wurde nun Mitglied im Verband Berliner Künstler und erhielt ein Stipendium für die Villa Massimo in Rom. 1933 wurde er nach einem Streit mit Alexander Kanoldt von der Staatlichen Kunstschule an die Vereinigte Staatsschule für freie und angewandte Kunst als Lehrer für Porträt und Illustration versetzt. 1935 hatte er eine Einzelausstellung im Leipziger Kunstverein. Von 1935 bis 1939 war er als Austauschprofessor an der Kunstakademie in Santiago de Chile tätig. 1939 nach Berlin zurückgekehrt, widmete er sich besonders graphischen Arbeiten und Buchillustrationen, war aber auch ein gesuchter Porträtist. Dies hatte schon Karl Scheffler gerühmt, der anlässlich einer Heidelberger Ausstellung 1927 in der Zeitschrift Kunst und Künstler. Illustrierte Monatsschrift für bildende Kunst und Kunstgewerbe, ihn als einen der wenigen Künstler bezeichnet hatte, die gleich gut Porträts malen und zeichnen konnten.
Rössner hatte während seiner Lehrtätigkeit zahlreiche Schüler, die es später zu Ruhm und Ansehen gebracht haben: Hermann Poll gehörte dazu, aber auch so bekannte Künstler wie Ernst Straßner, Georg Netzband und Heinrich Ilgenfritz.
Nach dem Krieg zog sich Rössner auf seine 1943 erworbene Kate in Gundelsby in Angeln zurück, nachdem er aus Primkenau in Oberschlesien, wo er seit 1943 lebte, 1945 hatte fliehen müssen. Seine in Primkenau ausgelagerten Werke gingen dabei verloren. Rössner lebte und arbeitete von nun an in Schleswig-Holstein, ab 1947 auch in Schweden, wo er regelmäßig die Winter verbrachte. Er starb in Gundelsby am 3. September 1972. Anlässlich seines 100. Geburtstages veranstaltete das Stadtmuseum Flensburg vom 11. August bis zum 8. September 1985 eine große Ausstellung seiner Werke.